# Николаев, Андрей Николаевич
Андрей Николаевич Николаев (27 марта 1938 — 14 августа 2023) — артист цирка, клоун («Андрюша», «Nico»), режиссёр-постановщик уникальных номеров комического цирка и эстрады (Росгосцирк), профессор ГИТИСа (учитель А. Пугачевой, А. Буйнова, Б. Барского, Г. Делиева, П. Слободкина и других). Народный артист РСФСР (1980). Единственный в СССР обладатель приза «Золотая Маска Грока» (1969).

## Биография
Из статьи Р. Е. Славского:

В 1958 Андрей Николаев окончил ГУЦИ. В 1973 режиссёрский факультет, ГИТИС. На манеже со студенческих лет. Участвовал в интермедиях Карандаша, в аттракционе Э. Т. Кио.

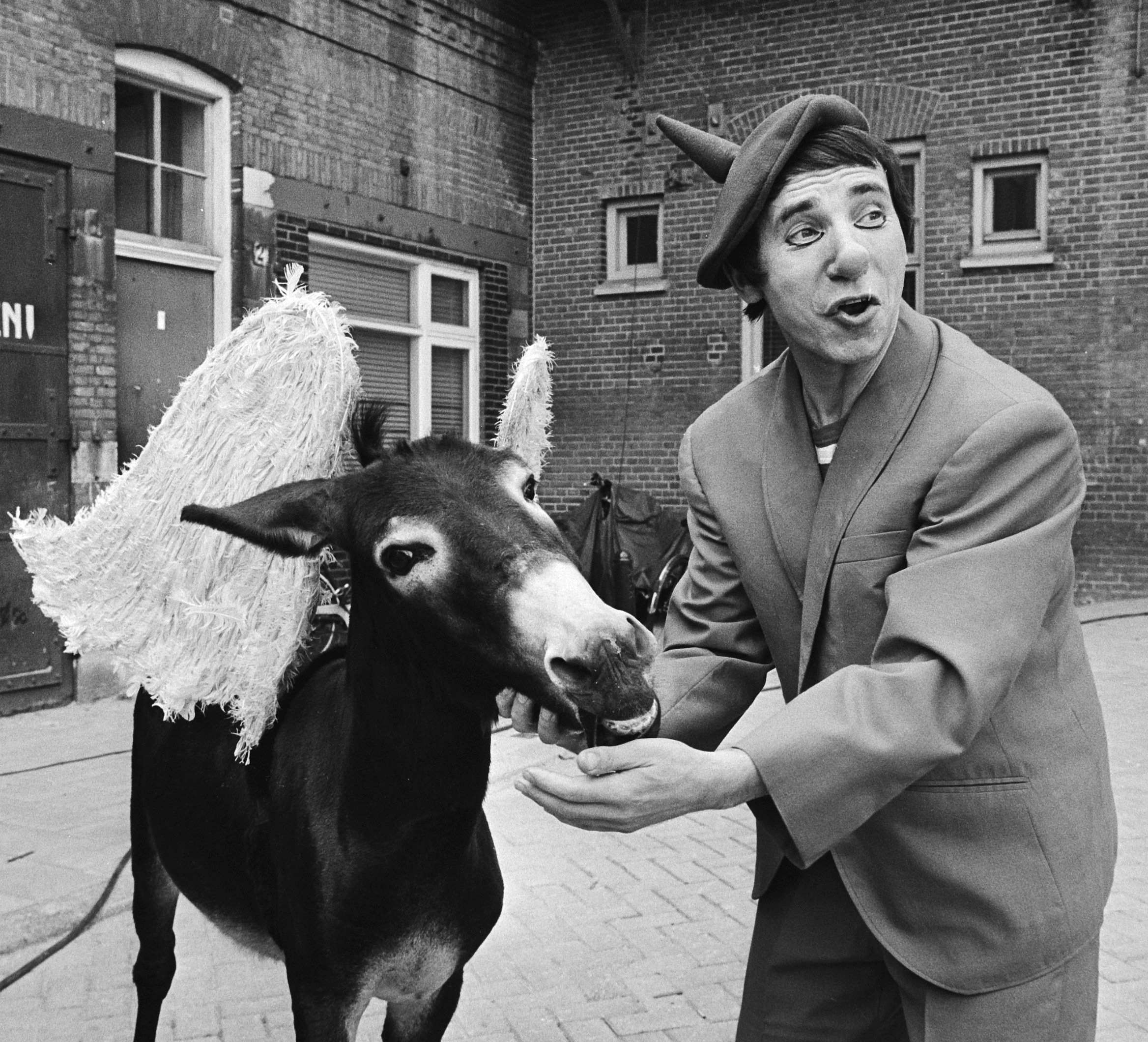
Андрей Николаев, Амстердам, 1983

В 60-х гг. создал клоунский образ проказливого неслуха Андрюши, по-детски наивного, любопытного и безудержно предприимчивого, постоянно попадавшего в нестандартные ситуации, из которых он всегда находил остроумный выход. А. Николаев — автор своих клоунских реприз («Крокодил», «Кубики», «Шарики»). В репризе «Балерина» впервые применил надувную автошину, скрытую под балетной пачкой; этот своеобразный минибатут позволял «балерине» делать забавные прыжки на спину. Успеху интермедий Николаева способствовали остро развитое клоунское мышление и мастерское владение многими цирковыми жанрами.
С 1972 Николаев внёс в свою работу новшество: он появлялся на манеже в вечернем костюме и на глазах у зрителей превращался в весёлого клоуна. С этого же времени он стал исполнять на манеже песни и читать монологи.
В 1978 Николаев создал коллектив «Комедийный цирк» и по своему сценарию поставил спектакль «Я работаю клоуном» (1978), в котором не только играл клоуна, но придумал и поставил сюжеты всех номеров акробатов, эквилибристов, эксцентриков.
В 1987 Николаев поставил по своему сценарию эксцентрическое представление «Шиворот-навыворот» для московского Театра эстрады, где исполнил главную роль.
В 1993 поставил ряд оригинальных эксцентрических номеров: «Танго на батуте» (п/р В. Владимирова), комический воздушный номер «Коляска» (исп. Г. и В. Емельяновы), «Каратист-жонглёр» (исп. В. Тебеньков).
На открытом конкурсе клоунады и эксцентрики им. Л. Енгибарова (1993) режиссёр А. Николаев и исполнители созданных им номеров, стали лауреатами.

В 1994 выпустил новые номера — романтическую новеллу «Инопланетянка» (исп. Н. Жулева), создал собственный коллектив «Комедийный цирк» и по своему сценарию поставил спектакль "Я работаю клоуном", и эксцентрич. номер, в котором объединены метание ножей, работа с хлыстами и виртуозное жонглирование шляпами, — «Ковбой навеселе». Номер исполнял его сын — Андрей Николаев, ученик отца, в цирке работал с 1990 года. 
С 1976 A. Николаев преподавал в ГИТИСе (ныне РАТИ) на кафедре режиссёров эстрады (с 1988 года — профессор).
Умер 14 августа 2023 года в возрасте 85 лет. Похоронен на Введенском кладбище (уч. 27).

## Семья
- Сын — Андрей Николаев (28 июня 1966 — 25 ноября 2007)[5].

## Награды
- 1965 — Лауреат Международного фестиваля циркового юмора в Софии
- 1969 — Международный конкурс клоунов имени Грока в Милане
- 30.09.1969 — Заслуженный артист РСФСР
- 14.02.1980 — Народный артист РСФСР
- 1983 — Премия «Оскар» в номинации «Лучший артист года» (Бельгия)
- 21.09.1998 — Орден Почёта[6]